# UAAR

UAAR:s logotyp.

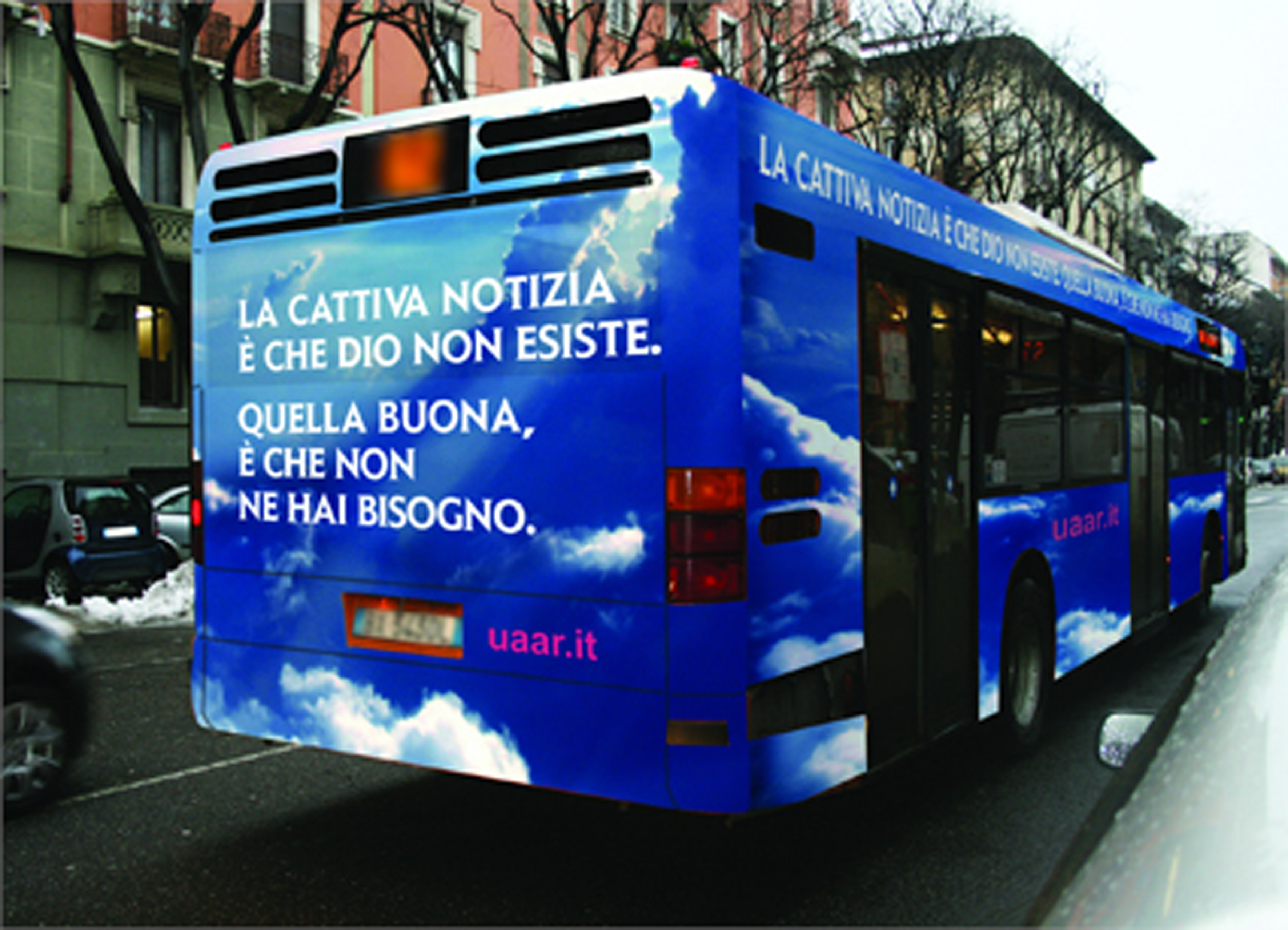
UAAR-kampanj: "Den dåliga nyheten är att Gud inte existerar. Den goda nyheten är att du inte behöver honom inte."

De Rationalistiska Ateisternas och Agnostikernas Förbund (UAAR) är den enda italienska föreningen för ateister och agnostiker - den är helt självständig från alla politiska grupper. Adjektivet rationalistisk syftar såväl på ateisterna som på agnostikerna och vill uttrycka tilliten till förnuftet som gemensam referensram för hela mänskligheten.
Sedan 1991 stödjer förbundet spridningen av ateistiska och agnostiska teorier i Italien och kämpar för att uppnå en total lekmannauppfattning av staten. Förbundet bekämpar varje form av privilegium som tillkännes den katolska religionen liksom alla former av diskriminering gentemot de icke troende.
UAAR:s aktivitet tar sig uttryck i ett flertal former:
- Sedan 1996 trycker förbundet L’Ateo (Ateisten) (tidskrift som ges ut var tredje månad) och därutöver har det sedan 1998 även en egen webbsajt.
- Även genom ett ständigt kontaktsökande hos ministrar och riksdagsmän försöker förbundet på juridiska vägar att uppnå ett komplett godkännande av ateismen och ateisternas rättigheter. Resultat har redan uppnåtts så som rättigheten att inte längre betraktas som katolik även om man är döpt.

Tack vare sitt medlemskap i IHEU och FHE tar vår förening del i de stora meningsstriderna även på världsnivå. I och med att den största världsreligionen har sitt säte just i Italien är UAAR en privilegierad observatör.